# Vera Valdor
Vera Rose Valdor, född Streletskie den 20 februari 1918 i Oscars församling i Stockholm, är en svensk skådespelare.

## Biografi
Vera Valdor är dotter till direktören Henri Jacques (Henry) Strelitskie och Signe, ogift Asch, samt systerdotter till Olof Aschberg och kusin till Sissi Kaiser och Gun Zacharias. Valdor studerade för Julia Håkansson och Carl Barcklind och fortsatte sedan utbildningen vid Royal Academy of Dramatic Art i London. Hon fick erbjudande om filmroller i England men var tvungen att återvända till Sverige vid andra världskrigets utbrott.
År 1956 gav hon ut novellsamlingen Svartsjuka.
Hon var gift med skådespelaren Gustaf Unger mellan 1942 och 1945. Hon emigrerade till Mexiko 1967.

## Filmografi
- 1935 – Ungdom av idag
- 1936 – Flickorna på Uppåkra
- 1936 – Janssons frestelse
- 1937 – Pappas pojke
- 1940 – Beredskapspojkar
- 1940 – Karl för sin hatt
- 1941 – Uppåt igen
- 1943 – Kvinnor i fångenskap
- 1944 – ... och alla dessa kvinnor
- 1946 – Harald Handfaste
- 1947 – Pappa sökes
- 1949 – Hur tokigt som helst
- 1964 – Venus perseguida
- 1973 – La casa del amor

## Teater

### Roller
| År   | Roll          | Produktion                                                  | Regi             | Teater        |
| ---- | ------------- | ----------------------------------------------------------- | ---------------- | ------------- |
| 1937 | Claire        | Timmen H Pierre Chaine                                      | Ernst Eklund     | Komediteatern |
| 1940 | Roberta Adams | Din nästas fästmö Adelaide Matthews och Anne Nichols        | Ernst Eklund     | Oscarsteatern |
| 1942 |               | Blåjackor Lajos Lajtai, André Barde och Lauri Wylie         | Leif Amble-Naess | Oscarsteatern |
| 1943 | Medverkande   | Marsch till Söder, revy Dardanell, Dix Dennie, Åke Balltorp | Karl Kinch       | Södra Teatern |